# سيمون ستيوارت
سيمون ستيوارت (بالإنجليزية: Simon Stewart)‏ (1 نوفمبر 1973 بليدز في المملكة المتحدة - ) هو لاعب كرة قدم بريطاني في مركز الدفاع. لعب مع شروزبري تاون وشيفيلد وينزداي ونادي فولهام ونادي وكينغ ونادي كينغستونيان.

## وصلات خارجية
- سيمون ستيوارت على موقع قاعدة بيانات كرة القدم.إي يو (الإنجليزية)
- سيمون ستيوارت على موقع Soccerbase.com (لاعب) (الإنجليزية)
- سيمون ستيوارت على موقع عالم كرة القدم.نت (الإنجليزية)